# Duma
Duma — кенийский экспериментальный дуэт, основанный гитаристом и продюсером Сэмом Каругу и вокалистом Мартином Ханджа в 2019 году в Найроби. За свою карьеру дуэт выпустил только один релиз — одноимённый студийный альбом, положительно принятый слушателями и прессой.

## История
Duma был основан в 2019 году двумя школьными друзьями: гитаристом и продюсером Сэмом Каругу и вокалистом Мартином Ханджа (также известного под псевдонимом Lord Spike Heart) в столице Кении, Найроби. Участники дуэта имеют солидный опыт на металлической сцене Кении. Среди их прошлых проектов — дэткор-группа Lust of a Dying Breed и дум-метал-группа Seeds of Datura. В январе 2019 года группы Ханджа и Каругу должны были выступить на фестивале Winter Metal Mania Fest в Ботсване, но у некоторых участников группы Ханджа не было паспортов, поэтому он решил привлечь Каругу. Дуэт выступил на фестивале и быстро решил работать над полноценным совместным проектом. «Мы создавали песни, мы просто глубоко погрузились в это, потому что мы должны делать музыку, которая действительно нас заводит», — говорит Ханджа. Сэм Каругу говорит: «Я хочу показать миру, что метал здесь, что мы любим его и что мы хотим изменить его — мы хотим сделать из метала музыку будущего». Название группы означает «тьма» на языке кикуйю.

## Дискография
- Duma (2020)
- Cannis b/w Mbukinya (2021, EP)
- Euthanasia in Asia (2022, EP)